# Крим (фільм)
«Крим» (рос. «Крым») — російський пропагандистський фільм режисера Олексія Піманова про Революцію гідності та збройну анексію Криму Російською Федерацією. Головні ролі виконали Роман Курцин та Євгенія Лапова. Прем'єра кінострічки в російському кінопрокаті відбулася 28 вересня 2017 року. Слоганом фільму є «З коханими не розставайтесь» (рос. «С любимыми не расставайтесь»).

## Сюжет
Літо 2013 року. У кримському місті Мангуп зустрічаються син севастопольського офіцера Саня та київська журналістка Олена, яка знімає «кіно про стародавню Україну». Незабаром між ними зав'язуються стосунки, і вони починають зустрічатися.
Лютий 2014 року. Київ. Саня разом з другом із Криму — стримером Венею — приїжджає до столиці України та зустрічається з Оленою на Майдані Незалежності, де в цей час відбуваються акції протесту. Олена та її друг Микола підтримують протестувальників, тоді як Саня ставиться до того, що відбувається, негативно. Незабаром після їхньої зустрічі Майдан починають обстрілювати «невідомі» снайпери, а біля стадіону «Динамо» імені Лобановського невідомі закидають коктейлями Молотова бійців спецпідрозділу «Беркут». Саня, побачивши, як Олена складає в рюкзак пляшки із запалювальною сумішшю, розбиває їх, залишаючи дівчину плакати над уламками, а трохи пізніше помічає бійця севастопольського «Беркута» Петра, що горить, і прибігши на допомогу, допомагає йому загасити полум'я і передати його медикам.
Черкаська область, Корсунь-Шевченківський район. Саня, Веня та інші кримчани повертаються додому з Києва. Їхні автобуси потрапляють у засідку, влаштовану українськими націоналістами з організації «Правий сектор»: пасажирів автобусів б'ють, самі автобуси спалюють, багато пасажирів (зокрема і Веня) гинуть. Проте Сані вдається врятуватися та повернутися додому.
Дія переноситься назад до Криму. Олена приїжджає до Севастополя відвідати коханого. На площі Нахімова в цей час вшановують бійців «Беркута», що повернулися з Києва. Серед них Саня помічає Петра і запрошує його до себе в гості. За обідом Саня та Олена знову сваряться — по телевізору показують кадри зі Львова, де товаришів по службі Петра ставлять на коліна і змушують вибачатися перед натовпом мітингувальників, після чого Олена коментує те, що відбувається, фразою: «Вони це заслужили» та провокує цим скандал. Саня відвозить Олену до готелю в Балаклаві, де її забирає Микола, що привіз її до Криму. На прощання вона кидає фразу, що саме завдяки Миколі Саня вижив під Корсунем та їде.
У ресторані біля готелю Саня бачить підозрілого адміністратора й, переглядаючи відео, зняте Венею перед смертю, розуміє, що той був серед погромників під Корсунем і саме він його вбив. Саня дзвонить Петру та просить приїхати. Разом вони розробляють план дій, але раптом на вулиці біля ресторану їх ловить п'яний фотограф Олексій, який виявився розвідником Чорноморського флоту, і рекомендує друзям покинути Балаклаву і не заважати проведенню спецоперації з нейтралізації диверсійної групи. Вони удвох ледве тікають від переслідувачів на мотоциклі.
Саня та Петро їдуть до Сімферополя, де очікується прибуття «поїзда дружби». Незадовго до прибуття поїзда, коли на пероні вокзалу Сімферополя вже зібрався натовп, Петро помічає на одному з прилеглих дахів снайпера та разом із Санею йде на його затримання. Потяг приїжджає з материка порожнім, проте снайпер смертельно ранить Петра та ховається.
Саня вражений загибеллю свого друга та, зустрівшись через деякий час з Оленою (вона побачила натовп, що йде на вокзал Сімферополя, Олена так і не поїхала з півострова), пояснює їй, що починається велика війна та з гіркотою згадує мирний 2013 рік, коли вони й познайомились. У цей час над ними пролітають російські вертольоти, а по трасі повз них їдуть бронетранспортери. Саня тріумфує — він розуміє, що Росія почала окупацію півострову. Олена намагається стати на шляху БТРів, а коли Саня відтягує її, йде, назвавши його зрадником.
Не в змозі жити без коханої, Саня приїжджає до неї в готель і знаходить її в ресторані — вона дуже п'яна і вже всьоме поспіль замовляє музикантові пісню Трофімова «Я скучаю по тебе…». Саня відносить Олену в номер, вони миряться та займаються сексом.
На ранок у номері з'являється Микола з підручним Богданом і, взявши Олену в заручники, вимагає відвезти його до батька Сані — підполковника ЗСУ, командира дивізіону С-300. Саня виконує його вимогу. Потім Микола, який виявився учасником Майдану, захоплює командний пункт і наказує батькові Сані завдати удару за вказаними координатами. Той розуміє, що це координати зайнятого російською армією Бельбека і цей удар спровокував би повномасштабну війну, і відмовляється це робити. Тоді Микола приголомшує його та вирішує ввести потрібні координати самостійно.
В цей час Олена хитрістю замикає Богдана у ванній і втікає, а Саня перемагає іншого підручного Миколи у бійці та з відібраного у нього пістолета розстрілює кабелі ракетної установки. Микола вискакує з командного пункту, між ним та Санею зав'язується бій. Микола, сильніший фізично, починає душити його відстріленим кабелем, але батько рятує сина, забивши Миколу до смерті каменем.
На КПП бази на таксі приїжджають Олена та мати Сані. Переконавшись, що Саня в безпеці, Олена, кинувши фразу: «Ненавиджу… Всіх їх ненавиджу!», їде на тому ж таксі назад, призначаючи Сані зустріч наступного дня там, де вони колись і познайомилися — в Мангуп, але так і не з'являється.
Літо 2015 року. Олена знову приїжджає в Мангуп для продовження зйомок свого фільму, але Сані на півострові вже немає — він став учасником російсько-українського збройного конфлікту на сході України, звідки дзвонить Олені (судячи з розмови, не вперше). Молоді люди починають говорити, але зв'язок зненацька обривається на тлі звуків обстрілу. Олена починає і не може продовжити фразу на камеру: «Тут, на місці…» — підходить до урвища і мовчки стоїть, дивлячись у далечінь.
Фільм закінчується телефонними дзвінками друзів та родичів з України та Росії. Звучить пісня Наргіз Закірової та Максима Фадєєва «С любимыми не расставайтесь». Доля головних героїв залишається невідомою.
Паралельно з основною сюжетною лінією розгортається також спецоперація, що проводиться російськими військовослужбовцями без розпізнавальних знаків, що увійшли в історію як «зелені чоловічки». У фільмі знайшли зображення таких епізодів: ліквідація диверсантів у Балаклаві та на українській базі С-300; український льотчик-винищувач, який відмовляється виконати наказ та збити російський Іл-76 над Бельбеком; український полковник, який під тиском з боку російського офіцера не наважується віддати наказ про відкриття вогню і натомість організує спільне патрулювання. Перед титрами на екрані з'являється напис: «Офіцерам Росії та України, тим, хто не став стріляти один одного в березні 2014 року, присвячується.».

## У ролях
| Актор              | Роль                                        |
| ------------------ | ------------------------------------------- |
| Роман Курцин       | Саня                                        |
| Євгенія Лапова     | журналістка Олена Марченко                  |
| Павло Крайнов      | сотник «Самооборони Майдану» Микола Прилепа |
| Олексій Комашко    | співробітник кримського «Беркуту» Петро     |
| Павло Трубінер     | капітан 2-го рангу Олексій Миколайович      |
| Борис Щербаков     | український полковник                       |
| Данило Шевченко    | Веня товариш Сані                           |
| Юрій Чернов        | Савеліч                                     |
| Микита Звєрєв      | співробітник львівського «Беркуту»          |
| Олена Котєльнікова | мати Сані                                   |
| Геннадій Яковлев   | Сергій Михайлович батько Сані               |
| Ігор Буяновер      | Грицюк                                      |
| Ілля Домбровський  | Богдан                                      |
| Микита Абдулов     | Валера                                      |
| Олександр Сударєв  | епізодична роль                             |

## Створення
Ініціатором створення фільму був міністр оборони Росії Сергій Шойгу, який запропонував у березні 2014 року своєму давньому знайомому Олексію Піманову екранізувати тогочасні події з точки зору Російської Федерації. Ідея отримала схвалення в Адміністрації Президента Росії Володимира Путіна. Створення сценарію розпочалося у квітні 2014 року. Сам Піманов виступив режисером, продюсером та сценаристом картини, режисером-постановником стала Катерина Побединська (була асистентом Сергія Урсуляка, дебютною роботою стала картина «День Д»).
Виробництвом фільму займалася кінокомпанія «Пиманов и партнёры», яка отримала підтримку:
- «Першого каналу» (що присвятив виходу фільму ефір своїх програм «Новости»[3], «Время покажет»[4], «Пусть говорять»[5], «Вечерний Ургант»[6], «Доброе утро»[7], «Человек и закон»[8])
- медіахолдингу «Звезда»
- Міністерства оборони РФ
- Міністерства культури
- Фонду кіно
- Російського військово-історичного товариства
- апарату повноважного представника президента Російської Федерації у так званому «Кримському федеральному окрузі»
- Окупаційного уряду Автономної Республіки Крим
- Окупаційної адміністрації міста Севастополь.

Кінокартина має статус «національного фільму», що передбачає державну допомогу, контроль Міністерства культури над його виробництвом та прокатом.
На кінофорумі в Сочі творці фільму озвучили бюджет картини (400 млн рубл.) та її рекламний бюджет (150 млн руб.). На рекламних матеріалах та в титрах зазначено, що фільм знятий за підтримки міністерства оборони, державного холдингу «Россети» та його дочірньої компанії «Кубаньэнерго», компанія «Мегастиль» (пізніше була видалена з постерів фільму, але залишилася в титрах), можливим спонсором також вважався створений улітку 2014 року з ініціативи Піманова благодійний фонд Міністерства оборони «Красная звезда».
Олексій Піманов присвятив фільм російським та українським офіцерам, які у березні 2014 року не стали стріляти один в одного. За словами Піманова, «фільм знімається з величезною любов'ю до севастопольців, кримчан та українців». В анотації кінокартини йдеться, що «епізоди фільму засновані на реальних подіях, глядач уперше побачить невідомі подробиці роботи „ввічливих людей“ щодо порятунку Криму від великої війни» (творці неодноразово проводили аналогію з російсько-українською війною на сході України).
Початковою назвою фільму було «Князівство Феодоро» (рос. «Княжество Феодоро»). Головні ролі виконали актори-початківці Євгенія Лапова та Роман Курцин (власник премії ФСБ 2011 року за роль у серіалі «Стріляючі гори», з 2014 року разом з Пімановим входить до журі армійського конкурсу сценаріїв та кіноробіт «Кінопризов») Щербаков, Павло Трубінер, Павло Крайнов та Геннадій Яковлев (кримський актор, що причетний до окупації Криму Росією).
Зйомки проходили у 2016 році у два етапи: навесні знімали в Москві, Санкт-Петербурзі та тимчасово окупованих кримських містах (Феодосія, Севастополь, Сімферополь і Бахчисарай), восени в Підмосков'ї знімали епізоди київських протестів (автобуси, наметовий табір, арка стадіону київського «Динамо» та пам'ятник Валерію Лобановському). У зйомках було задіяно бойову техніку Чорноморського флоту: винищувачі, військово-транспортні літаки, безпілотники, бронеавтомобілі «Тигр», бронетранспортери, катери та великий десантний корабель.
До саундтреку фільму увійшла пісня 2015 року співачки Наргіз Закірової «Ты — моя нежность», створена Максимом Фадєєвим.

## Прем'єра

### У Росії
Спочатку Піманов прогнозував випустити фільм до третьої річниці окупації Криму та Севастополя, але в результаті реліз у Росії був запланований на 28 вересня 2017 року — за пів року до виборів президента Росії 18 березня 2018 року, в день річниці анексії півострова.
Передпрем'єрний показ відбувся у кінотеатрі «Спартак» у Сімферополі 25 вересня 2017 року. Прем'єрний показ пройшов 27 вересня 2017 року в Державному Кремлівському палаці, у запрошеннях гостям пропонували насолодитися келихом кримського вина та тортом «Київський».
Медіахолдинг «Красная звезда» телеканалу «Звезда» повідомив про гакерську атаку на свої акаунти в соцмережах. Гакери змогли видалити із захоплених соцмереж публікації про прем'єру фільму і почати прибирати підписників цих сторінок. Співробітники телеканалу з посиланням на отримані дані вважали місцем організації нападу Україну, хоча він стався з окупованого російськими військовими Алчевська.
На 17 березня 2018 року, у передвиборний день тиші, коли заборонено будь-яку агітацію в засобах масової інформації, «Первый канал» призначив телевізійну прем'єру фільму, яка пройшла з рейтингом 6,0 % і часткою 18,7 %, посівши друге місце у сотні найпопулярніших програм за період з 12 по 18 березня 2018 року, пропустивши вперед лише програму «Вести недели» на каналі «Россия-1» .

### У Білорусі
Також планувався вихід фільму в Білорусі, вже з липня у місцевих кінотеатрах почали показ трейлеру фільму (за словами місцевих прокатників, він був прикріплений до іншого російського фільму), через що українське посольство надіслало ноту протесту до державного МЗС. Пізніше перший заступник генерального директора підприємства «Кіновідеопрокат» Андрій Разжевайкин пообіцяв, що «Крим» на великих екранах демонструватися не буде", у відповідь Піманов пригрозив викласти фільм на білоруських та українських торрент-сайтах.

### В Україні
Фільм не вийшов у прокат в Україні, натомість творці випустили спеціальний трейлер із рекламою його просування в торрентах. У день виходу фільму в Росії офіційний представник МЗС РФ Марія Захарова під час брифінгу з журналістами порекомендувала подивитися цей фільм мешканцям України для, начебто, «прозріння та роздумів про те, що відбувається в їхній країні», а також українським політикам для того, «щоб не забувати, до чому наводить тотальне ігнорування прав на культурну ідентичність».

### У Китаї
Олексій Піманов також заявляв про прокат картини в КНР, однак без точної дати релізу.

## Прокат
У вікенд дистриб'ютор фільму «Парадиз» забезпечив проєкту з віковим рейтингом «16+» 1500 копій (раніше більшу кількість копій мали «Час перших», «Тяжіння» та «Гоголь. Початок») та 25 % сеансів. Іншими прем'єрами вікенду стали фільми «Американський убивця» (800 копій) і «Любов у місті ангелів» (600 копій). До виходу фільму офіційний трейлер «Криму» крутили перед сеансами «Гоголь. Початок», «Воно приходить вночі», «Блокбастер» та інших проєктів Парадиза.
До 17:00 27 вересня передпродажні перегляди дали «Криму» понад 800 тис. руб., у перший день прокату фільм отримав 26,5 млн рублів. За перший місяць прокату «Крим» переглянули 1,4 мільйона людей.
Через півтора року після прем'єри, 16 березня 2019 року, на телеканалі «Звезда» відбувся показ художнього фільму Олексія Піманова «Крим». Показ був присвячений п'ятирічним роковинам анексії півострова Росією. Кінострічка увійшла до топ-5 найрейтинговіших програм суботнього телеефіру. За офіційними даними Mediascope, Телеканал «Звезда» по Москві впевнено обійшов «Первый канал» і впритул наблизився до трійки лідерів («Россия-1», «НТВ», «ТВЦ»), а по Росії з великим відривом від «Первый канал» і «ТВЦ» зайняв третій рядок у вечірньому прайм-таймі.

## Нагороди
- 2017 — Премія «Солдат історії» Російського військово-історичного співтовариства — переможець в номінації «Найкращий військово-історичний фільм» за «вивчення, збереження та популяризацію історії»[29]
- 2018 — Премія Міністерства оборони РФ у галузі культури та мистецтва — за зображення образу «Ввічливі люди» у фільмі «Крим»[30]
- 2018 — Гран-прі XVI Міжнародного фестивалю воєнного кіно імені Ю. Н. Озерова — за фільм «Крим»[31][32][33]

## Критика
- Оглядачка сайту «Афіша» Марія Кувшинова назвала кінокартину кінематографічним аналогом пам'ятника Михайлу Калашникову, нещодавно відкритому в Москві. Вона зазначила, що крім Бориса Щербакова, який виконує епізодичну роль, інших зірок у фільмі немає, а також порівняла долю Олексія Піманова з українським режисером Олегом Сенцовим[24].
- Оглядачка «Собєсєднік» Ганна Балуєва вважає, що фільм є агітацією і шукати в ньому якісь художні цінності не має сенсу, оскільки фільм було знято на замовлення Міністерства оборони РФ; вона зазначає також, що «за бюджет 400 мільйонів рублів агітпроп могли б зробити і краще»[34]
- Журналістка агенції «Рідус» Любов Пориваєва зазначила, що у сценарії фільму відбито «трагедію, справжню людську, де одні люди помирають за свободу, інші намагаються їх зупинити і горять живцем»[35]
- Кінокритик Єгор Бєліков критикував «Крим» за абсурдність сценарію та мізогінію[21]
- Портал Meduza відзначає, що огляд фільму від відеоблогера BadComedian набрав більше переглядів, ніж сам фільм[36]. У ньому відзначалися «слабка акторська гра, нелогічний сценарій та відсутність пояснень до сцен, що відсилають до подій, що відбувалися в Україні 2013 — на початку 2014 року»[26]
- У негативній рецензії інтернет-видання «Meduza» зазначалося таке: змішання жанрів (бойовик, любовна та політична драми), присутність політичних штампів, недостовірність даних (обставини інциденту в Корсунь-Шевченківському, перебільшена кількість загиблих у Києві беркутівців) та повна відсутність у фільмі української мови[2]

## Скандали
28 вересня 2017 року керівництво сайту «КиноПоиск» повідомило про злом кількох десятків тисяч облікових записів користувачів сайту для накрутки рейтингу очікування фільму (70 000 позначок про очікування та рейтинг 62 %). Позитивні користувацькі рецензії на картину отримували вісім і чотири тисячі вподобайок (загалом у картини виявилося чотири позитивні огляди), тоді як в інших картин цей показник дорівнював кільком десяткам. Аналогічна ситуація з рейтингом фільму відбулася на сайті «Афіша»: рейтинг 3,7 бала, 95 позитивних із 130 рецензій, 666 осіб поставили позначку «піду [в кіно]». Після очищення скомпрометованих оцінок кількість користувачів, що очікують фільму «Крим», склала 17 000, а загальний рейтинг був 21 %. До 30 вересня фільм отримав загальну глядацьку оцінку в 1,968 бала з 10, що стало найгіршим на 2017 рік результатом у рейтингу «КиноПоиск»
29 вересня на YouTube з'явився ролик, в якому за допомогою прихованої камери зафіксовано розмову Олексія Піманова телефоном із невідомим співрозмовником. Серед іншого він вимовляє фразу «вони бояться мене» і згадує «КиноПоиск»: «Ну ти знаєш, що там боти працюють? Така, знаєш, прям провокація». Наприкінці бесіди він висловлює надію на «розумних людей», які на його фільм «сходять, звісно». Ролик, завантажений користувачем, що зареєструвався в той же день, був видалений через два дні
Кримська письменниця Діана Каді звинувачувала творців фільму у плагіаті своєї книги «Ворог не повинен бачити твоїх сліз» та дискредитації Російської весни
Творців фільму звинувачували у застосуванні адміністративного ресурсу через організацію добровільно-примусового перегляду «Криму» школярами, студентами та військовослужбовцями

## Саундтрек
- Оркестр Чорноморського флоту РФ «Черноморск» — «Легендарный Севастополь»
- Геннадій Варівончик — «Я скучаю по тебе» (автор — Сергій Трофімов (Трофім))
- Наргіз — «Ты — моя нежность»
- Наргіз та Максим Фадєєв — «С любимыми не расставайтесь»